# Тодор Скаловски
Тодор Скаловски (Тетово 21. јануар 1909 — Скопље, 1. јул 2004) био је македонски композитор и диригент.

## Биографија
Аутор је великог броја вокалних, вокално-инструменталних и сценских композиција, а поред стваралаштва и дириговања бавио се педагошким пословима и организацијом музичког живота у савременој Македонији.
Музичко образовање завршио је у Београду 1930. године, а диригентство је усавршавао на конзерваторијуму "Моцартеум" у Салцбургу. 1936. године почео је да ради као музички наставник и диригент више зборова у Скопљу, Београду и Битољу. Оснивач је, први шеф-диригент и директор Македонске филхармоније 1944, Македонске опере и балета 1947, као и први заменик главног уредника Македонског радија. Као организатор музичког живота, Скаловски је оснивач неколико међународних музичких фестивала у Македонији, какви су "Охридско лето" и бијенални међународни зборски фестивал у Тетову - ТЕХО. Један је од првих чланова Савеза музичких уметника и Савеза композитора Македоније, а од 1975. године члан је Македонске академије наука и уметности (МАНУ).
Тодор Скаловски је познат по креативној употреби македонских фолклорних мотива, традиције и црковнословенске музике у његовим композицијама. С употребом хармоније, тоналних и модалних система и лиризма, он је део генерације стваралаца као што су Стефан Гајдов, Живко Фирфов, Трајко Прокопиев, Глигор Смокварски, Панче Пешев, Петре Богданов-коцке, који су својим делима створили македонски национални музички стил. Скаловски је и међу првим македонским диригентима који су наступали ван Македоније, у Пољској, Чешкој, Аустрији, Италији, Финској, Бугарској, Мађарској.
Добитник је бројних награда, признања, одликовања, захвалница, повеља, плакета и статуета као што су: највећа награда Републике Македоније за животно дело, "11. Октомври" (1966); највећа награда за музичко стваралаштво некадашње СФРЈ, "АВНОЈ" (1981); награда за животно дело "Трајко Прокопиев" од Савеза композитора Македоније, (1992); златна плакета "Македонска филхармонија, 55. година" (1999) и друго.
Компоновао је химну Републике Македоније Данас над Македонијом.